# Paul Marion
Paul Marion (Asnières, 27 de junio de 1899 – París, 2 de marzo de 1954) fue un periodista francés militante comunista que se convirtió en uno de los fundadores del Partido Popular Francés (PPF), de inspiración fascista y ministro del Gobierno de Vichy. 

## Biografía
Mario, cuyo nombre completo era Paul Jules André Marion,[cita requerida] nació el
Miembro del Partido Comunista Francés en 1922, se hace miembro del comité central en 1926, se convierte en secretario de la sección Agitprop (agitación y propaganda).
De 1927 a 1929, perteneció al Bureau de propaganda del Kominterm en Moscú. En 1929 rompe con el Partido Comunista y se une a la Sección Framcesa de la Internacional Obrera (SFIO), después, militando en la Union socialiste républicaine (USR); tiene relación con los pacifistas de la izquierda neo-socialiste (Notre Temps).
En 1936 se une a las filas del Parti populaire français (PPF) de Jacques Doriot, donde es redactor en jefe del periódico semanal "Émancipation nationale" y después de "La Liberté". 
Abandona el PPF en 1939, tras haber sido mobilizado, pero vuelve en enero de 1941 tras una intervención a su favor de Otto Abetz, el embajador de Alemania en París. El 11 de agosto de 1941, es nombrado secretario general de información y de propaganda del gobierno de Vichy. Desde ese puesto, busca la "creación de un nuevo tipo de francés", "como un escultor ante la arcilla, como un creador", en 1944, se convierte en secretario de estado al lado del mariscal Petain, al que sigue a Sigmaringen en Alemania.
Fue condenado a diez años de prisión el 14 de diciembre de 1948, siéndole conmutada la pena por motivos médicos en 1953, murió, enfermo, en 1954.

## Publicaciones
- La Crise financière, la faillite du cartel, le programme communiste, Bureau d'éditions, de diffusion et de publicité, 1926
- Deux Russies, Nouvelle société d'édition, 1930
- Socialisme et nation, Imprimerie du Centaure, 1933
- Programme du Parti populaire français, Les Œuvres françaises, 1938
- Leur combat : Lénine, Mussolini, Hitler, Franco, Fayard, 1939 ; 1941